# Natalia Morari
Natalia Morari, ros. Наталья Григорьевна Морарь (ur. 12 stycznia 1984 w Hîncești) – mołdawska dziennikarka śledcza i telewizyjna.

## Życiorys
W 2002 przeprowadziła się do Rosji, gdzie studiowała socjologię na Moskiewskim Uniwersytecie Państwowym im. M.W. Łomonosowa. W 2007 złożyła wniosek o obywatelstwo rosyjskie, które miała otrzymać w kwietniu 2008, ale odmówiono jej ze względu na bezpieczeństwo narodowe. W grudniu 2007, gdy wracała wraz z innymi dziennikarzami z podróży służbowej do Izraela, została zatrzymana na lotnisku Domodiedowo w Moskwie. Służby FSB poinformowały ją o zakazie wstępu na mocy art. 27 pkt 7. dotyczącym procedury wjazdu do Federacji Rosyjskiej. Dziennikarka musiała odlecieć do Kiszyniowa. Powodem wydalenia jej z Rosji był prawdopodobnie opublikowany przez nią artykuł „Czarna kasa Kremla” w rosyjskiej gazecie „Nowoje wriemia” (Новое время), dla której pracowała; Morari twierdziła w nim, że administracja prezydenta finansowała w kampanii wyborczej wszystkie partie polityczne, łącznie z opozycyjnymi.
6 kwietnia 2009 Morari i inni działacze zorganizowali protest pod parlamentem w Kiszyniowie, w związku z wyborami parlamentarnymi, w których wygrała partia komunistyczna. Zrobili to za pomocą flash mob, wykorzystując SMS-y i platformy społecznościowe, w tym Twittera. Do protestu włączyło się ok. 20 000 osób, w tym przywódcy głównych partii opozycyjnych. W następnych dniach protesty przerodziły się w niepokoje społeczne, w których zostało rannych 270 osób. Morari napisała na swoim blogu, że zorganizowali pokojowy protest, i nie była odpowiedzialna za przemoc podczas protestów w następnych dniach. Podczas manifestacji wzywała demonstrantów do zaprzestania przemocy. Morari została aresztowana i przebywała w areszcie domowym.
Na początku 2016 Morari zagrożono ujawnieniem nagrań o charakterze intymnym z jej udziałem, jeśli ta nie zaniecha swojej działalności wymierzonej w oligarchę Vladimira Plahotniuca, kontrolującego rząd Mołdawii.

## Życie prywatne
Morari w 2008 poślubiła rosyjskiego dziennikarza Ilję Barabanowa.